# Ешпозенде (парафія)
Ешпозенде (порт. Esposende; МФА: [ʃ.pu.ˈzẽ.dɨ]) — парафія в Португалії, у муніципалітеті Ешпозенде. Розташована в північно-західній частині країни, на теренах історичної португальської провінції Дору-Міню. Входить до складу округу Брага. За адміністративним поділом, чинним до 1976 року, терени парафії були складовою провінції Міню. Належить до Бразької архідіоцезії Католицької церкви. Патрон — Діва Марія. Площа — 1,7328 км². Населення — 3595 ос. (2011). Середньо урбанізований регіон. Густота населення — 2074,68 осіб/км²
. Код — 030605.

## Населення
| Кількість мешканців | Кількість мешканців | Кількість мешканців | Кількість мешканців | Кількість мешканців | Кількість мешканців | Кількість мешканців | Кількість мешканців | Кількість мешканців | Кількість мешканців | Кількість мешканців | Кількість мешканців | Кількість мешканців | Кількість мешканців | Кількість мешканців |
| ------------------- | ------------------- | ------------------- | ------------------- | ------------------- | ------------------- | ------------------- | ------------------- | ------------------- | ------------------- | ------------------- | ------------------- | ------------------- | ------------------- | ------------------- |
| 1864                | 1878                | 1890                | 1900                | 1911                | 1920                | 1930                | 1940                | 1950                | 1960                | 1970                | 1981                | 1991                | 2001                | 2011                |
| 1 499               | 1 483               | 1 599               | 1 524               | 1 649               | 1 603               | 1 715               | 1 629               | 1 760               | 1 751               | 1 533               | 2 189               | 2 789               | 3 470               | 3 595               |